# PSA World Tour der Damen 2019/20
Die PSA World Tour der Damen 2019/20 umfasst alle Squashturniere der Damen-Saison 2019/20 der PSA World Tour. Sie begann am 1. August 2019 und endete am 31. Juli 2020. Die nach dem Monat sortierte Übersicht zeigt den Ort des Turniers an, dessen Namen, das ausgeschüttete Gesamtpreisgeld, sowie die Siegerin des Turniers. In der abschließenden Tabelle werden sämtliche Turniersiegerinnen nach der Menge ihrer Titel aufgelistet. Dabei ist es nicht relevant, welche Wertigkeit die von der Spielerin gewonnenen Turniere besaßen, auch wenn eine entsprechende Erfassung erfolgt.
Am 3. Februar 2020 gab die PSA wegen der COVID-19-Pandemie zunächst die Verschiebung der Macau Open in Macau und des Perrier Squash Challenge Cups in Hongkong auf einen noch unbekannten späteren Zeitpunkt bekannt. Aufgrund der voranschreitenden Pandemie unterbrach die PSA zum 14. März die laufende Saison erst bis Ende April, ehe Verlängerungen der Unterbrechung bis Ende Juni und dann nochmals bis Mitte August folgten. Die ausgefallenen Turniere wurden nach Möglichkeit zu späterer Zeit nachgeholt. Die Weltrangliste wurde zum 1. April „eingefroren“, solange die Unterbrechung anhielt.
Die Saison 2019/20 bestand aus 85 bestätigten Turnieren, von denen 32 aufgrund der Pandemie abgesagt wurden. Das Gesamtpreisgeld aller 85 Turniere betrug 2.560.750 US-Dollar.

## Tourinformationen

### Anzahl nach Turnierserie
| Turnierserie | WM | Finals | Platinum | Gold | Silver | Bronze | Ch 30 | Ch 20 | Ch 10 | Ch 5 |
| ------------ | -- | ------ | -------- | ---- | ------ | ------ | ----- | ----- | ----- | ---- |
| Anzahl       | 1  | 1      | 6        | 2    | 2      | 4      | 4     | 10    | 13    | 42   |
| Gesamt       | 1  | 7      | 7        | 8    | 8      | 8      | 69    | 69    | 69    | 69   |

## Turnierplan

### August
| Datum         | Ort           | Turnier                                    | Preisgeld | Siegerin         |
| ------------- | ------------- | ------------------------------------------ | --------- | ---------------- |
| 01.08.–04.08. | Bendigo       | City of Greater Bendigo International 2019 | $ 6.000   | Ho Tze-Lok       |
| 05.08.–10.08. | Kapstadt      | Growthpoint SA Open 2019                   | $ 6.000   | Menna Hamed      |
| 06.08.–10.08. | Moskau        | MTC Squash Russian Open 2019               | $ 6.000   | Reeham Sedky     |
| 09.08.–11.08. | Whyalla       | Steel City South Australian Open 2019      | $ 6.000   | Jessica Turnbull |
| 22.08.–25.08. | Coffs Harbour | Roberts & Morrow North Coast Open 2019     | $ 6.000   | Aifa Azman       |
| 23.08.–27.08. | Greater Noida | HCL SRFI Indian Tour – Delhi Leg 2019      | $ 6.000   | Menna Hamed      |
| 26.08.–30.08. | Islamabad     | Pakistan Squash Circuit I 2019             | $ 6.000   | Amna Fayyaz      |
| 30.08.–01.09. | Melbourne     | Squash Melbourne Open 2019                 | $ 6.000   | Aifa Azman       |

### September
| Datum         | Ort           | Turnier                                                | Preisgeld | Siegerin          |
| ------------- | ------------- | ------------------------------------------------------ | --------- | ----------------- |
| 02.09.–06.09. | Kairo         | CIB Egyptian Tour 1 2019                               | $ 6.000   | Jana Shiha        |
| 04.09.–07.09. | Quito         | Copa Produbanco – PSA Quito-Arrayanes Squash Open 2019 | $ 6.000   | Diana García      |
| 04.09.–08.09. | Shanghai      | J.P. Morgan China Squash Open 2019                     | $ 112.000 | Nour El Tayeb     |
| 09.09.–14.09. | Nantes        | Open de France Nantes 2019                             | $ 73.500  | Camille Serme     |
| 10.09.–14.09. | Hongkong      | HKFC PSA International Squash Open 2019                | $ 30.000  | Annie Au          |
| 17.09.–21.09. | London        | Nash Cup 2019                                          | $ 20.000  | Mélissa Alvès     |
| 18.09.–22.09. | Suqian        | China Suqian International Squash Classic 2019         | $ 6.000   | Lee Ka-Yi         |
| 24.09.–30.09. | San Francisco | Oracle Netsuite Open 2019                              | $ 121.000 | Raneem El Weleily |
| 25.09.–28.09. | Charlottetown | Aspin Cup 2019                                         | $ 6.000   | Marina Stefanoni  |
| 25.09.–29.09. | Kuala Lumpur  | Malaysian Open 2019                                    | $ 20.000  | Rachel Arnold     |
| 25.09.–30.09. | Haining       | Haining Squash Open 2019                               | $ 6.000   | Tong Tsz-Wing     |

### Oktober
| Datum         | Ort          | Turnier                                            | Preisgeld | Siegerin         |
| ------------- | ------------ | -------------------------------------------------- | --------- | ---------------- |
| 02.10.–06.10. | Kairo        | CIB Port Said Tour 2 2019                          | $ 6.000   | Jana Shiha       |
| 05.10.–12.10. | Philadelphia | FS Investments U.S. Open Squash Championships 2019 | $ 185.500 | Nouran Gohar     |
| 13.10.–17.10. | Chennai      | HCL SRFI Indian Tour – Chennai Leg 2019            | $ 12.000  | Rachel Arnold    |
| 23.10.–01.11. | Kairo        | Squash-Weltmeisterschaft der Frauen 2019/20        | $ 430.000 | Nour El Sherbini |
| 31.10.–03.11. | Ottawa       | JC Women’s Open 2019                               | $ 12.000  | Samantha Cornett |

### November
| Datum         | Ort       | Turnier                                         | Preisgeld | Siegerin                |
| ------------- | --------- | ----------------------------------------------- | --------- | ----------------------- |
| 01.11.–03.11. | Brisbane  | Queensland Open 2019                            | $ 6.000   | Jessica Turnbull        |
| 05.11.–09.11. | Detroit   | Detroit Pro Classic 2019                        | $ 30.000  | Olivia Blatchford Clyne |
| 07.11.–10.11. | Cairns    | Pacific Toyota Cairns Squash International 2019 | $ 6.000   | Ooi Kah Yan             |
| 13.11.–16.11. | Créteil   | Val de Marne 2019                               | $ 6.000   | Nikki Todd              |
| 20.11.–24.11. | London    | London Open 2019                                | $ 12.000  | Sabrina Sobhy           |
| 22.11.–24.11. | Lysaker   | Capra Baerum Open 2019                          | $ 6.000   | Lily Taylor             |
| 28.11.–01.12. | Chongqing | International Squash Classic 2019               | $ 6.000   | Aifa Azman              |

### Dezember
| Datum         | Ort         | Turnier                                       | Preisgeld | Siegerin      |
| ------------- | ----------- | --------------------------------------------- | --------- | ------------- |
| 09.12.–13.12. | Monte-Carlo | Monte Carlo Squash Classic 2019               | $ 20.000  | Sabrina Sobhy |
| 15.12.–19.12. | Islamabad   | Pakistan International Squash Tournament 2019 | $ 12.000  | Sabrina Sobhy |
| 17.12.–21.12. | Mumbai      | HCL SRFI Indian Tour — Mumbai Leg 2019        | $ 12.000  | Hana Ramadan  |
| 23.12.–27.12. | Kairo       | CIB Egyptian Tour 3 2019                      | $ 6.000   | Jana Shiha    |

### Januar
| Datum         | Ort           | Turnier                                   | Preisgeld | Siegerin              |
| ------------- | ------------- | ----------------------------------------- | --------- | --------------------- |
| 09.01.–17.01. | New York City | J. P. Morgan Tournament of Champions 2020 | $ 195.000 | Camille Serme         |
| 22.01.–27.01. | New York City | Carol Weymuller Open 2020                 | $ 51.250  | Nouran Gohar          |
| 29.01.–01.02. | Seattle       | Seattle Open 2020                         | $ 12.000  | Danielle Letourneau   |
| 29.01.–02.02. | Mikkeli       | Savcor Finnish Open 2020                  | $ 12.000  | Milou van der Heijden |
| 29.01.–02.02. | Edinburgh     | Edinburgh Sports Club Open 2020           | $ 20.000  | Donna Lobban          |
| 30.01.–02.02. | Philadelphia  | E.M. Noll Classic 2020                    | $ 12.000  | Olivia Fiechter       |
| 30.01.–02.02. | Jaipur        | HCL SRFI Indian Tour — Jaipur Leg 2020    | $ 12.000  | Jana Shiha            |
| 30.01.–03.02. | Cleveland     | Cleveland Classic 2020                    | $ 51.250  | Nour El Tayeb         |

### Februar
| Datum         | Ort        | Turnier                                    | Preisgeld | Siegerin         |
| ------------- | ---------- | ------------------------------------------ | --------- | ---------------- |
| 04.02.–08.02. | St. Louis  | The Racquet Club Pro-Series 2020           | $ 20.000  | Hollie Naughton  |
| 20.02.–24.02. | Cincinnati | Bahl and Gaynor Cincinnati Gaynor Cup 2020 | $ 51.250  | Amanda Sobhy     |
| 24.02.–28.02. | Kairo      | CIB Egyptian Tour 4 2020                   | $ 6.000   | Sana Ibrahim     |
| 27.02.–04.03. | Chicago    | The Windy City Open 2020                   | $ 250.000 | Nour El Sherbini |

### März
| Datum         | Ort               | Turnier                                                      | Preisgeld | Siegerin            |
| ------------- | ----------------- | ------------------------------------------------------------ | --------- | ------------------- |
| 04.03.–08.03. | Calgary           | Calgary CFO Consulting Services PSA Women’s Squash Week 2020 | $ 20.000  | Danielle Letourneau |
| 08.03.–14.03. | Kairo             | CIB Black Ball Women’s Squash Open 2020                      | $ 180.500 | Hania El Hammamy    |
| 11.03.–15.03. | Regina            | Queen City Open 2020                                         | $ 20.000  | Danielle Letourneau |
| 17.03.–20.03. | Devonshire Parish | Bermuda Open 2020                                            | $ 6.000   | abgesagt            |
| 17.03.–22.03. | Zürich            | Grasshopper Cup 2020                                         | $ 56.500  | abgesagt            |
| 19.03.–23.03. | Kairo             | CIB Egyptian Tour 5 2020                                     | $ 6.000   | abgesagt            |
| 24.03.–28.03. | Annecy            | Annecy Rose Open 2020                                        | $ 20.000  | abgesagt            |
| 25.03.–28.03. | Boston            | Infinitum Squash Open 2020                                   | $ 12.000  | abgesagt            |
| 27.03.–31.03. | Rhos-on-Sea       | Colwyn Classic 2020                                          | $ 20.000  | abgesagt            |

### April
| Datum         | Ort          | Turnier                                                           | Preisgeld | Siegerin |
| ------------- | ------------ | ----------------------------------------------------------------- | --------- | -------- |
| 01.04.–05.04. | Houston      | SOAP Engineering Texas Open Pro Women’s Squash Championships 2020 | $ 30.000  | abgesagt |
| 03.04.–06.04. | Brisbane     | Sandgate Squash MS Open 2020                                      | $ 6.000   | abgesagt |
| 08.04.–17.04. | el-Guna      | El Gouna International Squash Open 2020                           | $ 196.500 | abgesagt |
| 09.04.–12.04. | Marsa        | Malta International Open 2020                                     | $ 6.000   | abgesagt |
| 18.04.–21.04. | Indore       | HCL SRFI Indian Tour – Indore Leg 2020                            | $ 6.000   | abgesagt |
| 20.04.–23.04. | Kuala Lumpur | SRAM PSA 1 2020                                                   | $ 6.000   | abgesagt |
| 20.04.–24.04. | Johannesburg | Assore/Baldwin Johannesburg Open 2020                             | $ 6.000   | abgesagt |
| 21.04.–25.04. | Dublin       | Cannon Kirk Irish Squash Open 2020                                | $ 20.000  | abgesagt |
| 21.04.–25.04. | Kriens       | Sekisui Open 2020                                                 | $ 6.000   | abgesagt |
| 22.04.–25.04. | Richmond     | Richmond Open 2020                                                | $ 12.000  | abgesagt |
| 26.04.–29.04. | Chennai      | HCL SRFI Indian Tour – Chennai Leg 2020                           | $ 6.000   | abgesagt |

### Mai
| Datum         | Ort                | Turnier                                   | Preisgeld | Siegerin |
| ------------- | ------------------ | ----------------------------------------- | --------- | -------- |
| 02.05.–06.05. | Thiruvananthapuram | HCL SRFI Indian Tour – Tivandrum Leg 2020 | $ 6.000   | abgesagt |
| 06.05.–09.05. | Clermont-Ferrand   | Open International des Volcans 2020       | $ 6.000   | abgesagt |
| 06.05.–10.05. | Manchester         | Manchester Open 2020                      | $ 78.500  | abgesagt |
| 13.05.–17.05. | Manchester         | The Northern Open 2020                    | $ 12.000  | abgesagt |
| 13.05.–17.05. | Mülhausen          | Open de Mulhouse 2020                     | $ 6.000   | abgesagt |
| 25.05.–31.05. | Hull               | Allam British Open 2020                   | $ 177.500 | abgesagt |
| 26.05.–30.05. | La Massana         | AnyósPark Open 2020                       | $ 6.000   | abgesagt |
| 30.05.–01.06. | Kalgoorlie         | City of Kalgoorlie Golden Open 2020       | $ 6.000   | abgesagt |

### Juni
| Datum         | Ort          | Turnier                                    | Preisgeld | Sieger   |
| ------------- | ------------ | ------------------------------------------ | --------- | -------- |
| 02.06.–05.06. | Kuala Lumpur | SRAM PSA 2 2020                            | $ 6.000   | abgesagt |
| 13.06.–16.06. | Pune         | HCL SRFI Indian Tour – Pune Leg 2020       | $ 6.000   | abgesagt |
| 24.06.–28.06. | Bendigo      | City of Greater Bendigo International 2020 | $ 6.000   | abgesagt |

### Juli
| Datum         | Ort           | Turnier                                       | Preisgeld | Sieger   |
| ------------- | ------------- | --------------------------------------------- | --------- | -------- |
| 01.07.–05.07. | Melbourne     | Victorian Open 2020                           | $ 6.000   | abgesagt |
| 11.07.–15.07. | Greater Noida | HCL SRFI Indian Tour – Noida Leg 2020         | $ 6.000   | abgesagt |
| 29.07.–02.08. | Shepparton    | City of Greater Shepparton International 2020 | $ 6.000   | abgesagt |

### September
| Datum         | Ort   | Turnier                                   | Preisgeld | Siegerin         |
| ------------- | ----- | ----------------------------------------- | --------- | ---------------- |
| 28.09.–03.10. | Kairo | PSA World Tour Finals der Damen 2019/20 1 | $ 185.000 | Hania El Hammamy |

 1 Ursprünglich sollte das Turnier bereits im Juni 2020 ausgetragen werden, wurde von der PSA dann aber aufgrund der COVID-19-Pandemie auf September 2020 verschoben.

## Turniersiegerinnen
| Platz | Spielerin               | Siege | WM | Finals | Platinum | Gold | Silver | Bronze | Ch 30 | Ch 20 | Ch 10 | Ch 5 |
| ----- | ----------------------- | ----- | -- | ------ | -------- | ---- | ------ | ------ | ----- | ----- | ----- | ---- |
| 1.    | Jana Shiha              | 4     |    |        |          |      |        |        |       |       | 1     | 3    |
| 2.    | Aifa Azman              | 3     |    |        |          |      |        |        |       |       |       | 3    |
| 2.    | Danielle Letourneau     | 3     |    |        |          |      |        |        |       | 2     | 1     |      |
| 2.    | Sabrina Sobhy           | 3     |    |        |          |      |        |        |       | 1     | 2     |      |
| 5.    | Rachel Arnold           | 2     |    |        |          |      |        |        |       | 1     | 1     |      |
| 5.    | Hania El Hammamy        | 2     |    | 1      | 1        |      |        |        |       |       |       |      |
| 5.    | Nour El Sherbini        | 2     | 1  |        | 1        |      |        |        |       |       |       |      |
| 5.    | Nour El Tayeb           | 2     |    |        |          | 1    |        | 1      |       |       |       |      |
| 5.    | Nouran Gohar            | 2     |    |        | 1        |      |        | 1      |       |       |       |      |
| 5.    | Menna Hamed             | 2     |    |        |          |      |        |        |       |       |       | 2    |
| 5.    | Camille Serme           | 2     |    |        | 1        |      | 1      |        |       |       |       |      |
| 5.    | Jessica Turnbull        | 2     |    |        |          |      |        |        |       |       |       | 2    |
| 13.   | Mélissa Alvès           | 1     |    |        |          |      |        |        |       | 1     |       |      |
| 13.   | Annie Au                | 1     |    |        |          |      |        |        | 1     |       |       |      |
| 13.   | Olivia Blatchford Clyne | 1     |    |        |          |      |        |        | 1     |       |       |      |
| 13.   | Samantha Cornett        | 1     |    |        |          |      |        |        |       |       | 1     |      |
| 13.   | Raneem El Weleily       | 1     |    |        |          | 1    |        |        |       |       |       |      |
| 13.   | Amna Fayyaz             | 1     |    |        |          |      |        |        |       |       |       | 1    |
| 13.   | Olivia Fiechter         | 1     |    |        |          |      |        |        |       |       | 1     |      |
| 13.   | Diana García            | 1     |    |        |          |      |        |        |       |       |       | 1    |
| 13.   | Ho Tze-Lok              | 1     |    |        |          |      |        |        |       |       |       | 1    |
| 13.   | Sana Ibrahim            | 1     |    |        |          |      |        |        |       |       |       | 1    |
| 13.   | Ooi Kah Yan             | 1     |    |        |          |      |        |        |       |       |       | 1    |
| 13.   | Lee Ka-Yi               | 1     |    |        |          |      |        |        |       |       |       | 1    |
| 13.   | Donna Lobban            | 1     |    |        |          |      |        |        |       | 1     |       |      |
| 13.   | Hollie Naughton         | 1     |    |        |          |      |        |        |       | 1     |       |      |
| 13.   | Hana Ramadan            | 1     |    |        |          |      |        |        |       |       |       | 1    |
| 13.   | Reeham Sedky            | 1     |    |        |          |      |        |        |       |       |       | 1    |
| 13.   | Amanda Sobhy            | 1     |    |        |          |      |        | 1      |       |       |       |      |
| 13.   | Marina Stefanoni        | 1     |    |        |          |      |        |        |       |       |       | 1    |
| 13.   | Lily Taylor             | 1     |    |        |          |      |        |        |       |       |       | 1    |
| 13.   | Nikki Todd              | 1     |    |        |          |      |        |        |       |       |       | 1    |
| 13.   | Tong Tsz-Wing           | 1     |    |        |          |      |        |        |       |       |       | 1    |
| 13.   | Milou van der Heijden   | 1     |    |        |          |      |        |        |       |       | 1     |      |

## Nationenwertung
| Platz | Nation             | Siege | WM | Finals | Platinum | Gold | Silver | Bronze | Ch 30 | Ch 20 | Ch 10 | Ch 5 |
| ----- | ------------------ | ----- | -- | ------ | -------- | ---- | ------ | ------ | ----- | ----- | ----- | ---- |
| 1.    | Ägypten            | 17    | 1  | 1      | 3        | 2    |        | 2      |       |       | 1     | 7    |
| 2.    | Vereinigte Staaten | 8     |    |        |          |      |        | 1      | 1     | 1     | 3     | 2    |
| 3.    | Kanada             | 6     |    |        |          |      |        |        |       | 3     | 2     | 1    |
| 3.    | Malaysia           | 6     |    |        |          |      |        |        |       | 1     | 1     | 4    |
| 5.    | Hongkong           | 4     |    |        |          |      |        |        | 1     |       |       | 3    |
| 6.    | Australien         | 3     |    |        |          |      |        |        |       | 1     |       | 2    |
| 6.    | Frankreich         | 3     |    |        | 1        |      | 1      |        |       | 1     |       |      |
| 8.    | England            | 1     |    |        |          |      |        |        |       |       |       | 1    |
| 8.    | Mexiko             | 1     |    |        |          |      |        |        |       |       |       | 1    |
| 8.    | Niederlande        | 1     |    |        |          |      |        |        |       |       | 1     |      |
| 8.    | Pakistan           | 1     |    |        |          |      |        |        |       |       |       | 1    |